# 圣奥斯定堂 (里米尼)
圣奥斯定堂（Sant'Agostino）是一个罗马-哥特风格的罗马天主教教堂，位于意大利里米尼凯罗利街14号。它是里米尼现存老教堂建筑之一。

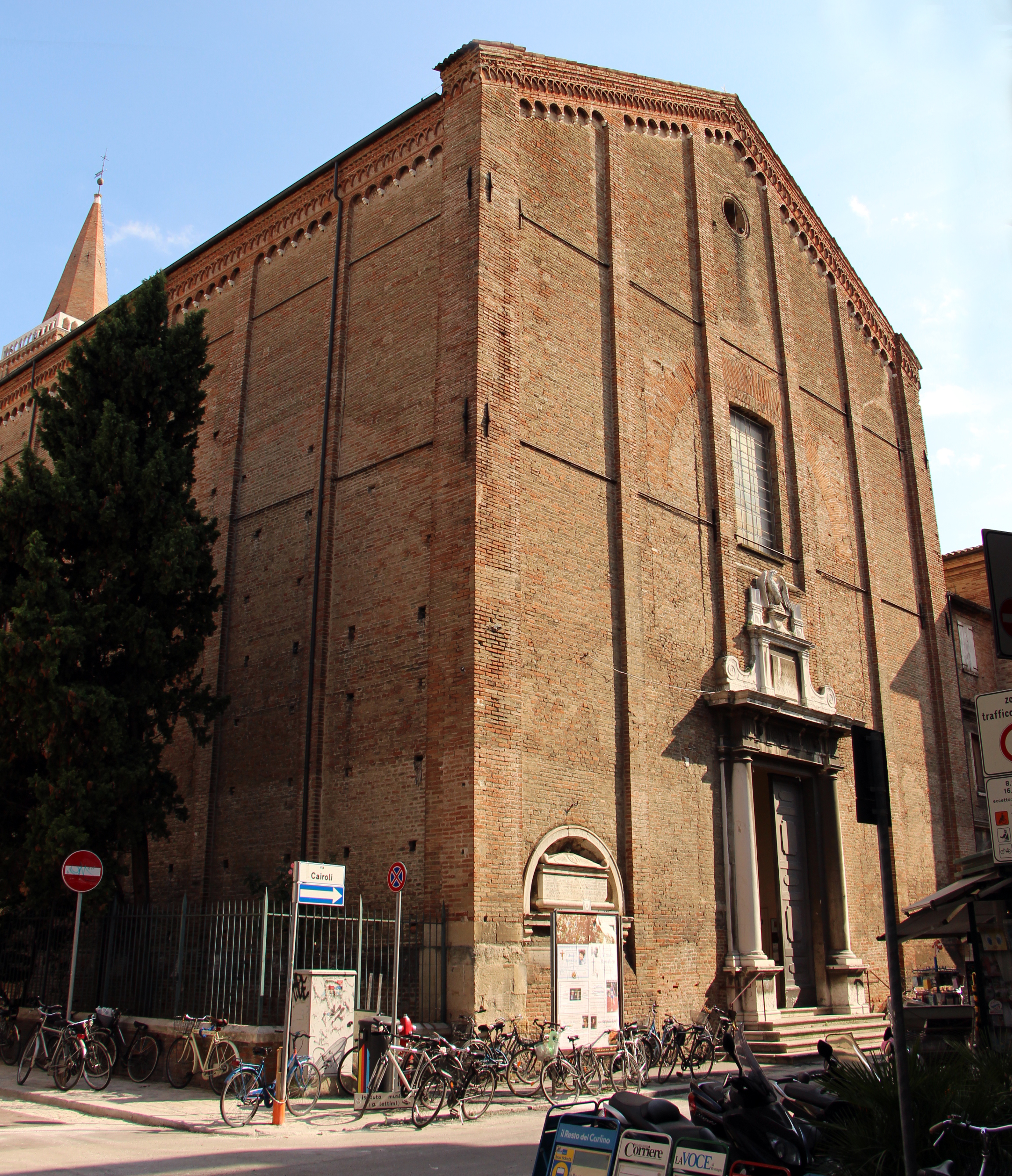

## 历史
1069年，此处建立一个小教堂，供奉圣若望。1247年，奥斯定会修士再次祝圣。
1797年，修会解散后，该堂自1898年至1809年为主教座堂，然后再成为圣若望堂区教堂。1787年开始重建修道院，但并未完成。立面仍不完整。